# Schweinshaxe

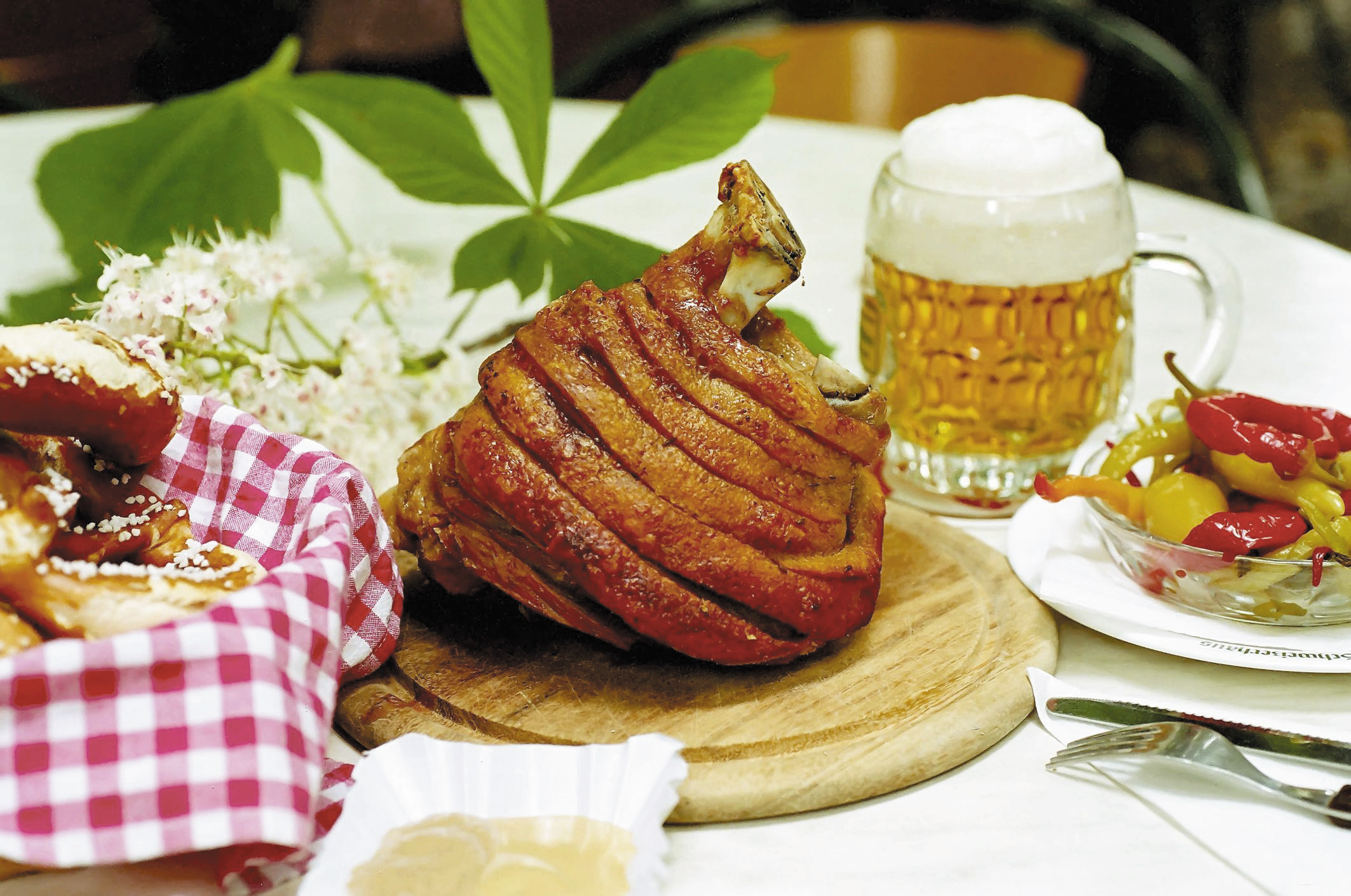
Stelze rôti autrichien.

Le Schweinshaxe (prononcé en allemand : [ˈʃvaɪns.haksə][ˈʃvaɪns.haksə]), dans la cuisine allemande, est un jambonneau rôti. Le jarret est la partie de la jambe du cochon située entre le pied et le jambon. Il est particulièrement populaire en Bavière sous le nom Schweinshaxn [ˈʃvaɪns.haksn] ou Sauhax(n) [ˈsaohaks(n)]. Une variante de ce plat est connue dans certaines parties de l'Allemagne comme Eisbein, dans lequel le jambonneau est confit et bouilli.
Le Schweinshaxe est l'un des typiques Armeleuteessen (« aliment des pauvres »), dont les recettes sont basées sur des morceaux moins nobles (voir, pour la viande bovine, le populaire Sauerbraten). De tels morceaux bon marché nécessitent de longues périodes de préparation. La viande est généralement marinée pendant des jours. Le Schweinshaxe est rôti à basse température, typiquement en fonction de la taille de deux à trois heures.
Il est généralement accompagné de pommes de terre et de chou.
La version autrichienne de ce plat est appelée Stelze [ˈʃtɛl.tsə] ou dans le dialecte local Stötzn, Stelzn ['ʃtœˑ.tsṇ]. Il est généralement mariné ou pré-cuit dans un mélange de saumure, de graines de cumin et d'ail, rôti jusqu'à ce que la peau soit croustillante et servi avec de la moutarde, du raifort, et des piments marinés. La version bavaroise est traditionnellement servie avec des boulettes de pommes de terre et du chou rouge ou avec de la choucroute et des pommes de terre.